# Polemius nodithorax
Polemius nodithorax es una especie de coleóptero de la familia Cantharidae.

## Distribución geográfica
Habita en Venezuela.